# Familia en la Antigua Roma

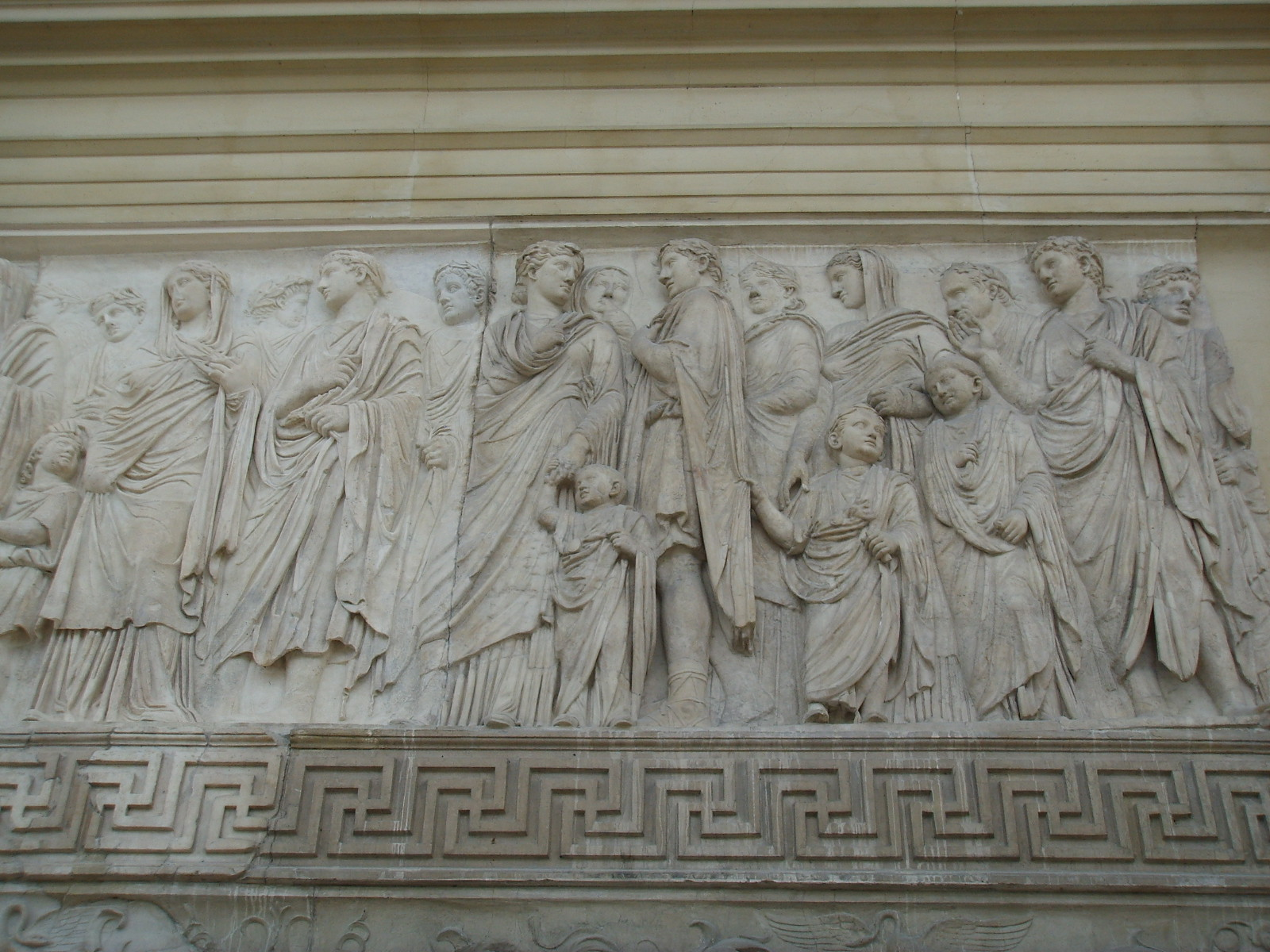
Ara Pacis mostrando a la familia imperial de Augusto.

La familia en la Antigua Roma era una estructura social compleja cuya base era la familia nuclear. Solía tener una estructura patriarcal, con el pater familias a la cabeza, pero podía incluir varias combinaciones de miembros, como miembros de la familia ampliada, esclavos domésticos y esclavos liberados. Los antiguos romanos tenían diferentes nombres para describir su concepto de familia, incluyendo «familia» para describir la familia nuclear y «domus» que habría incluido a todos los habitantes del hogar. Los tipos de interacciones entre los diferentes miembros de la familia estaban dictados por los roles sociales percibidos que cada miembro desempeñaba. La estructura de una familia romana antigua cambiaba constantemente como resultado de la baja esperanza de vida y a través del matrimonio, el divorcio y la adopción.

## Padres

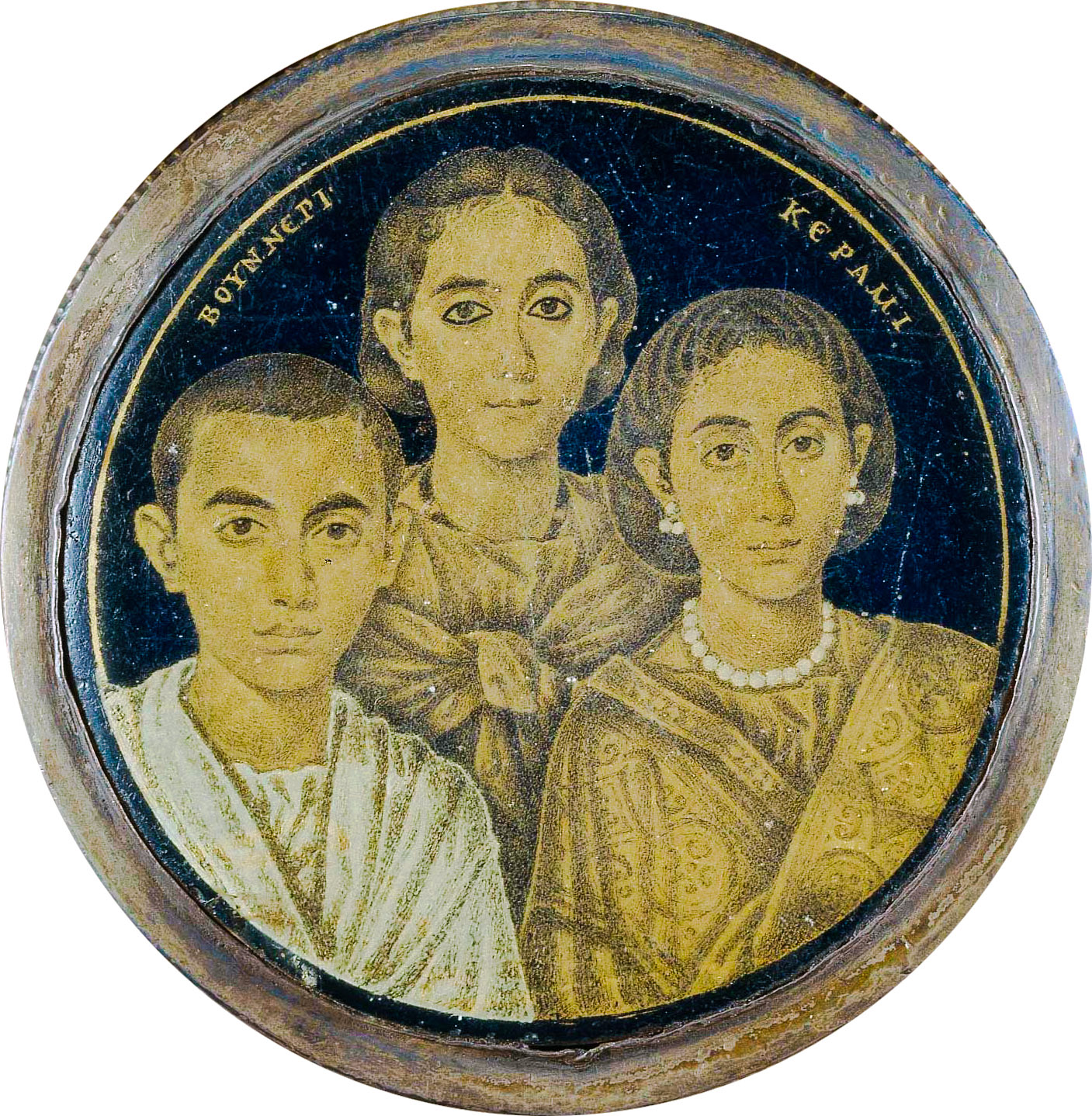
Un retrato en vidrio dorado de una familia del Egipto romano. La inscripción griega en el medallón puede indicar el nombre del artista o el pater familias que está ausente en el retrato.

Los antiguos romanos ponían al padre, a la cabeza de la familia. Una definición del término familia se traduce como «el grupo de personas que descienden del mismo pater», donde pater significa padre.: 17  A partir de esta definición, un padre y todos sus hijos son parte de su familia, al igual que los hijos de sus hijos. Los hijos de sus hijas, sin embargo, se convertirían en parte de la familia de su padre (marido).: 17  A la cabeza de toda la familia estaban los pater familias, que era el hombre vivo más viejo de la familia. Si tenía hijos vivos, incluso hombres adultos con sus propias familias, esos hijos todavía estarían bajo su poder.: 17 
En la antigua Roma, los padres estaban dotados de un poder casi ilimitado sobre su familia, especialmente sobre sus hijos. Esta patria potestad, o el «poder del padre» le daba derechos legales sobre sus hijos hasta que él muriera o sus hijos fueran emancipados.: 36  Estos poderes incluían el derecho de arreglar matrimonios o forzar el divorcio, exponer a un niño recién nacido si no lo quería, e incluso repudiar, vender o matar a su hijo.: 17  Aunque un padre tenía estos derechos legales, no significaba que estos actos fueran comunes. Los padres querían a sus hijos como herederos para la continuación de las líneas de sangre. Los antiguos romanos creían que la patria potestas fue dictada por primera vez por Rómulo, el fundador y primer rey de Roma.  Legalmente, si un hijo no compartía la ciudadanía del padre, no estaba bajo su patria potestad.

## Madres

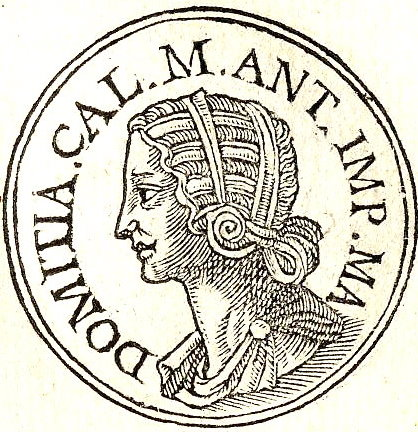
Domicia Lucila, madre de Marco Aurelio.

Una mujer en la antigua Roma tenía la expectativa social de convertirse en esposa y madre. A pesar de la importancia de la madre en la estructura familiar como portadora de los hijos, no tenía ningún control legal sobre sus hijos.: 20  Los ejemplos de las relaciones madre-hijo en las fuentes antiguas, si se discuten en absoluto, se centran en describirla como la matrona romana idealizada. La matrona romana era una mujer fuerte y virtuosa dedicada al progreso político de su familia.: 20  Marco Aurelio proporciona una rara visión de la relación afectiva entre madre e hijo en una carta que describe una tarde que pasó con su madre discutiendo y chismorreando alegremente.  La falta de discusión literaria puede haber resultado porque muchos niños nunca conocieron a sus madres, que a menudo murieron en el parto. También se daba el caso de que los niños pequeños corrientemente tenían más contacto con su nodriza o educadora que con su madre.

## Niños

### Empezar una familia
El núcleo familiar de padre, madre e hijos era esencial para la estructura familiar de los antiguos romanos. Aunque las madres daban a luz a muchos niños, el tamaño de una familia romana se mantenía relativamente pequeño debido a la alta tasa de mortalidad infantil y juvenil. El 25% de los niños moría en su primer año, mientras que otro 25% moría antes de cumplir los diez años.: 16  Una tasa tan alta significaba que las mujeres tenían que tener varios hijos porque muchos no llegarían a la edad adulta. Sin embargo, para las parejas que no querían quedar embarazadas, había formas de anticoncepción disponibles para ellas, así como el aborto.: 26–27 

### Curso de la vida
En la infancia, el recién nacido era aceptado en la familia por su padre en un ritual llamado tollere liberos o el niño era expuesto por el padre, a menudo sin el consentimiento de la madre.: 39  La exposición difería del infanticidio y el niño abandonado a menudo era tomado y criado por otra persona. Un niño era considerado un infante hasta que tenía siete años. En esa época, los niños comenzaban su educación y eran introducidos en la vida pública.: 35–36   Las niñas permanecían en el hogar para aprender las habilidades que necesitarían como esposas y madres. Legalmente, se consideraba a una niña hasta los doce años y a un niño hasta los catorce. Las niñas se comprometían a menudo a los doce años y se casaban a los trece con un hombre elegido por su padre.: 37  Los hombres pasaban a la edad adulta durante la ceremonia de la toga virilis cuando recibían la toga blanca que llevaban los adultos.: 67  La infancia terminaba para las mujeres una vez que se casaban, pero seguían siendo consideradas infantiles debido a sus disposiciones más débiles en comparación con los hombres.: 36 

### Nodrizas y tutores

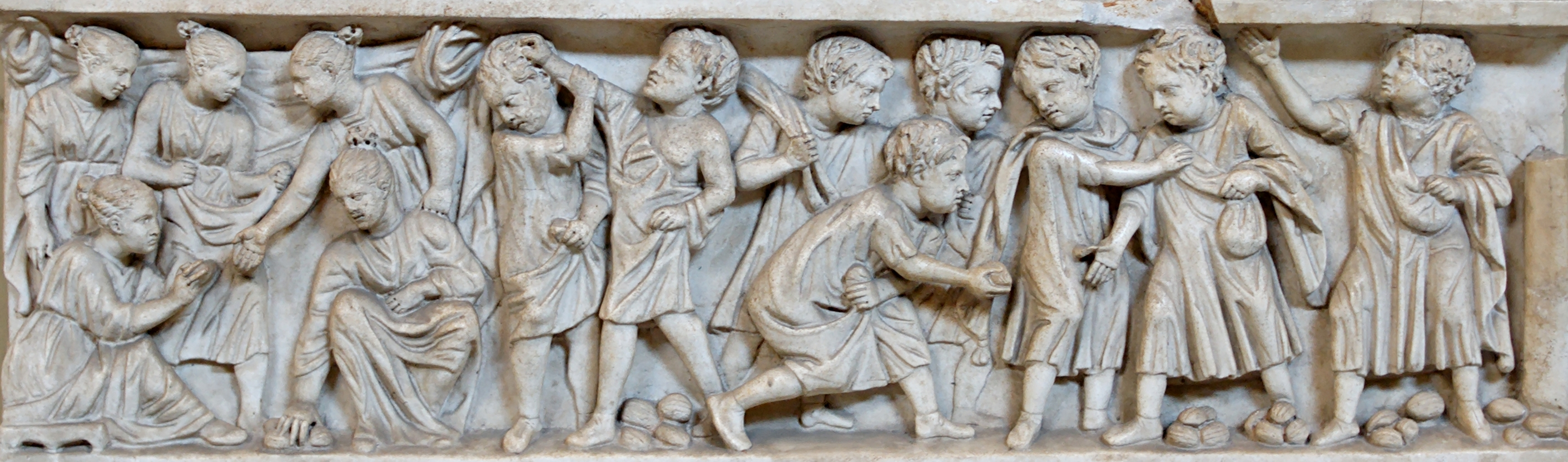
Sarcófago que representa niños jugando.

Dentro de la casa, los bebés y los niños habrían interactuado con los sirvientes y los esclavos de la casa. Durante la infancia, los bebés eran a menudo amamantados y cuidados por nodrizas, o nutrix, eran utilizadas por familias de todos los niveles sociales y a menudo eran empleadas cuando la madre había muerto por el parto, no podía producir leche, quería volver a quedar embarazada rápidamente o estaba enferma.: 26 : 41  Se esperaba que una nodriza, además de tener un carácter moral, hablara correctamente porque su estrecha interacción con su cargo era muy influyente en el desarrollo del niño.
Los pedagogos, o tutores masculinos, eran cuidadores de niños y niñas.: 45  Podía ser de estatus servil o libre y era responsable de enseñar a los niños la etiqueta adecuada y las habilidades para la vida.: 45  Los pedagogos eran también chaperones y tutores. Al igual que las nodrizas, los pedagogos eran empleados por familias de todas las clases sociales.: 48 

### Adopción

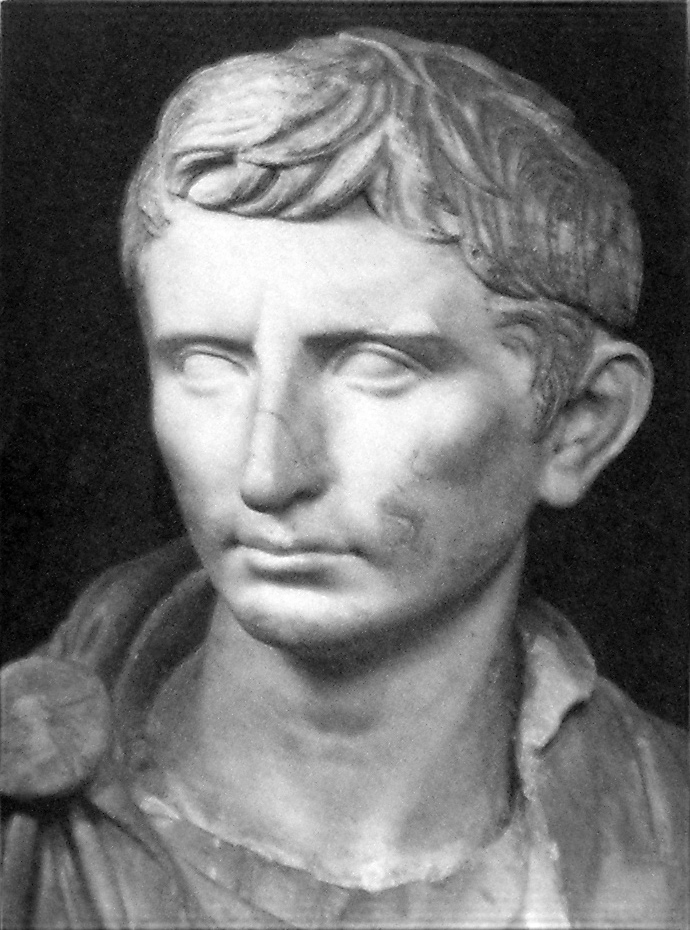
Posiblemente el adoptado romano más famoso, Augusto, primer emperador del imperio romano.

Como la tasa de mortalidad de los niños en la antigua Roma era muy alta, muchos padres tenían que adoptar. Esto también era común si los padres no podían tener hijos.: 30  La adopción normalmente ocurría por la necesidad de tener herederos para continuar el apellido. A menudo un sobrino o un nieto era adoptado si la pareja no tenía un hijo.
Esto era particularmente prominente entre los emperadores romanos. Julio César, por ejemplo, adoptó a su sobrino nieto Cayo Octavio (más tarde conocido como Emperador Augusto) porque no tenía hijos que le sucedieran. En algunos casos, los amos liberaban a su esclavo para adoptarlo oficialmente en la familia. Haciendo esto, el esclavo podía tomar el nombre de la familia y convertirse en un heredero.

## Ancianos

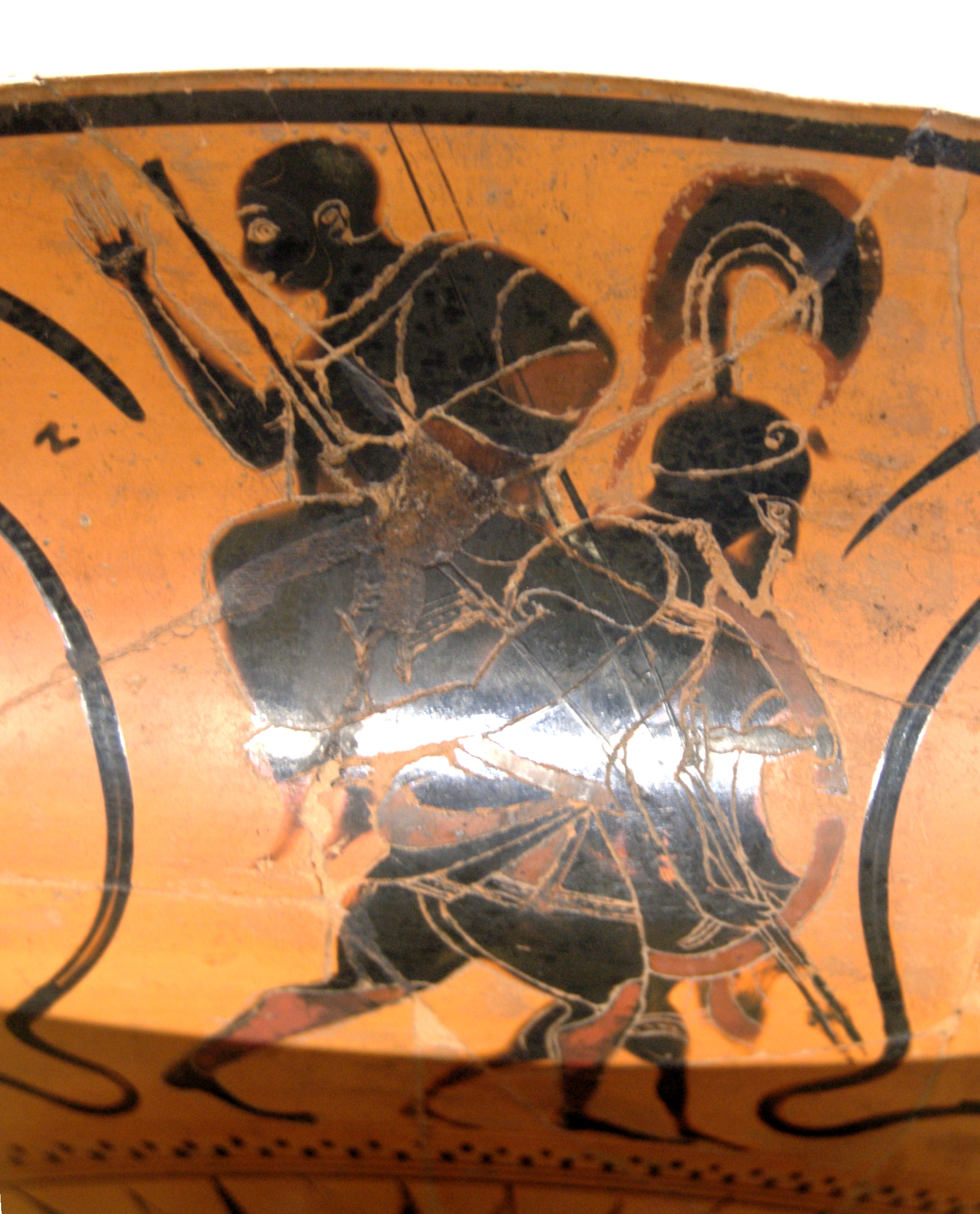
Cerámica griega que muestra a Eneas llevando a su anciano padre Anquises.

La esperanza de vida media en la antigua Roma al nacer era de 27 años.: 16  Las muertes tempranas en las mujeres eran comunes debido a los peligros del parto y los hombres a menudo morían en el campo de batalla. Aquellos que vivían hasta una edad avanzada esperaban que sus hijos los cuidaran. En el siglo II, se aprobaron leyes que establecían que un hijo debía cuidar de su padre anciano, sin embargo no había ninguna obligación estricta.: 132  Los niños cuidaban de sus padres ancianos debido a su creencia en las pietas, o un sentido de deber hacia sus padres y los dioses.: 132  Un ejemplo mitológico de las pietas viene de la historia de Eneas, que sacó a su padre anciano de la ciudad en llamas de Troya después de la guerra de Troya.: 119 

## Esclavos
La antigua definición romana de domus consistía en todos los que vivían en la casa, lo que incluía a los esclavos. Los esclavos eran una presencia constante en una familia romana. Un ejemplo significativo eran las nodrizas y los pedagogos que cuidaban y criaban a los niños. Las familias romanas de clase alta a menudo incluían espacio para sus esclavos en el lugar de entierro familiar y a cambio los esclavos se aseguraban de que su amo recibiera los ritos de entierro adecuados cuando moría. Era común que los esclavos fueran manumados, o liberados, por su amo y se convirtieran en sus sirvientes como libertos.

## Libertos

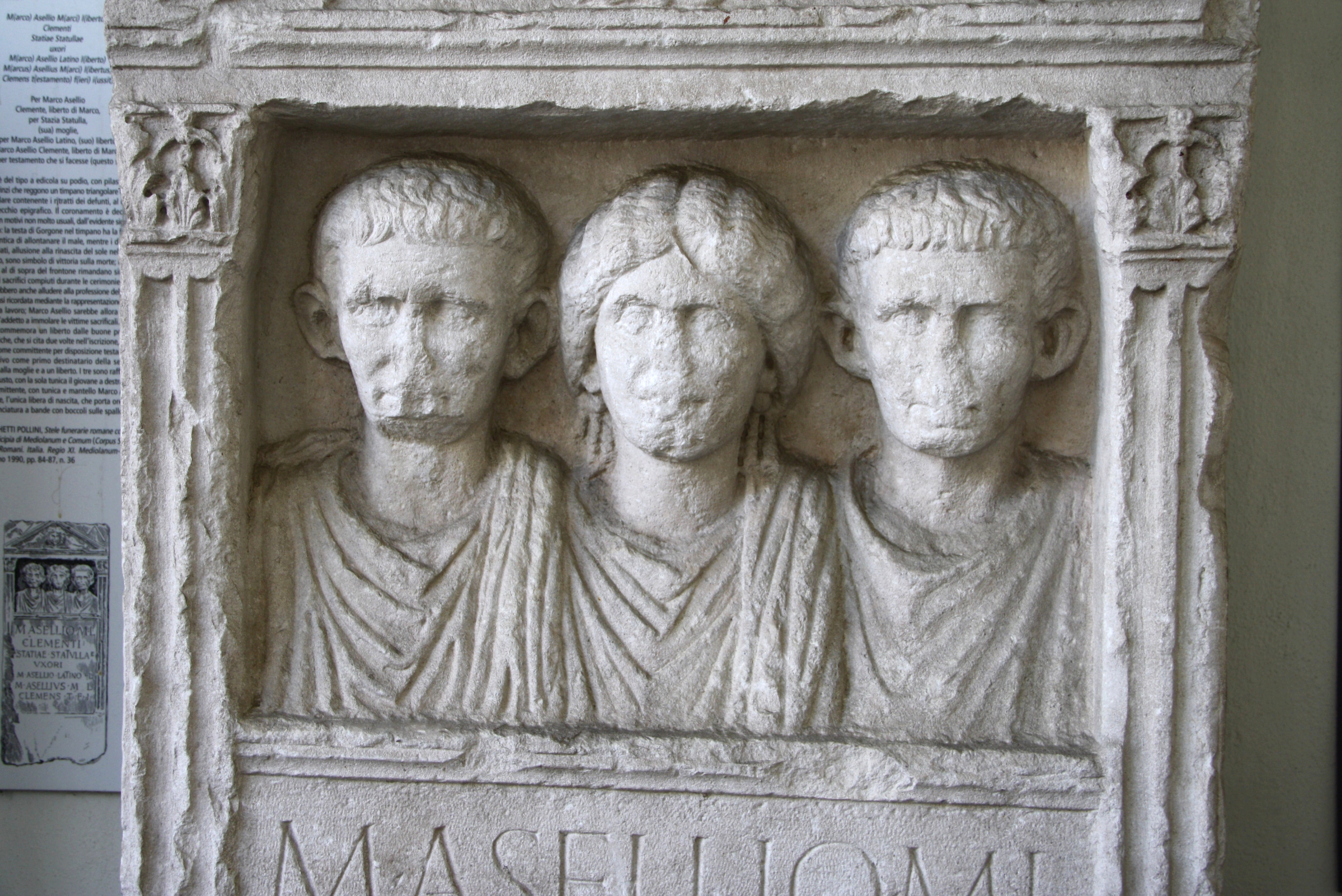
Estela funeraria para el liberto Marcus Asellius Clemens, su esposa y su liberto Marcus Asellius Latinus.

Los libres, o liberti, eran ex esclavos que habían sido liberados.: 186  Aunque eran libres, muchos libertos continuaron trabajando para su anterior amo. Cuando fueron liberados, en general tomaban el nombre de su amo, continuando así el apellido.
Al tomar el nombre de su amo, fueron considerados parte de la familia, no únicamente de la domus. Como los esclavos, los libertos y las libertas, con sus familias, eran proveídos de espacio de entierro con la familia.: 216 

## Matrimonio

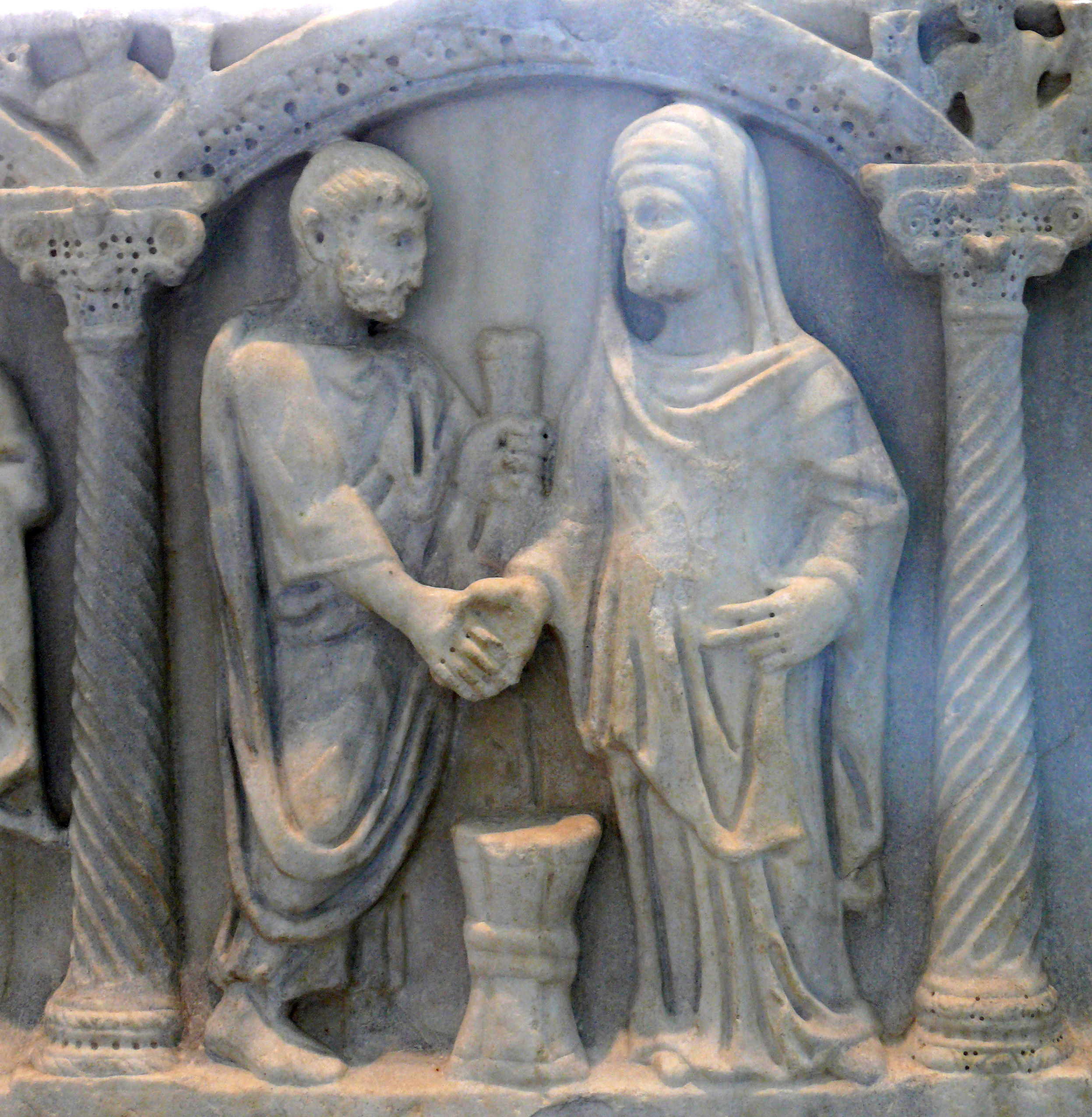
Votos matrimoniales romanos.

Los comienzos de una nueva familia romana comenzaron con el matrimonio. El matrimonio era un medio de proveer hijos para servir a Roma.: 24  Las mujeres se casaban jóvenes, normalmente con hombres mucho mayores que ellas. Estas muchachas en su adolescencia tardía pueden haber estado casadas alguna vez antes.: 37  Los matrimonios eran arreglados por miembros de la familia, normalmente el padre, especialmente en las clases altas donde los matrimonios creaban alianzas políticas.: 38  El matrimonio, e incluso el divorcio, no tenía que ser ratificado por el estado. Un simple acuerdo entre ambas partes era la única necesidad. Para las clases altas, consistía en una procesión nupcial, en la que la mujer era llevada de su antiguo hogar a la casa de su nuevo marido, acompañada de personas que cantaban canciones de boda.: 94–40  Una vez casada, la esposa pasaba a formar parte de la familia de su marido y obtenía el título de materfamilias, o «madre de familia»:: 94–40  una esposa tenía los mismos derechos de propiedad que una hija y, por lo tanto, no podía recibir la propiedad de su marido hasta su muerte. Una vez casada, una mujer se convertiría rápidamente también en madre. La sociedad enseñó a las mujeres que su más valiosa contribución a Roma era dar a luz a muchos hijos.

### Divorcio y nuevo matrimonio
El divorcio y el nuevo matrimonio eran comunes en la sociedad romana. Dado que se organizaron tantos matrimonios, la pareja no esperaba necesariamente un romance, pero sí esperaba vivir en armonía o concordia.: 44  Si un matrimonio no funcionaba, el divorcio se obtuvo tan fácilmente como el matrimonio, porque el estado tampoco necesitaba ratificarlo. Sin embargo, era común consultar consejos de familiares cercanos o amigos antes de divorciarse. Tanto el hombre como la mujer podían solicitar el divorcio.: 443  El procedimiento de divorcio usualmente contenía una fórmula verbal, en la cual las partes anunciaban el final del matrimonio.: 446  Un padre podría obligar a su hijo a divorciarse a través de su patria potestas, incluso si el matrimonio era feliz, cada vez se hizo cada vez más común en las clases altas al final de la República romana y al comienzo de los períodos imperiales porque muchos matrimonios se basaban en la política.: 50  Si un hombre perdía el favor político, una esposa podía divorciarse de él para proteger la reputación de su familia. En un divorcio, la familia de la mujer generalmente le pedía al esposo que le devolviera su dote.: 50  Esto era posible, si la esposa era inocente de algún delito. Si su esposo se divorció de ella debido a una transgresión como el adulterio o el incumplimiento de sus deberes en el hogar, una esposa no podría recuperar su dote.: 441 
Los nuevos matrimonios no fueron únicamente el resultado del divorcio, sino también de la alta tasa de mortalidad en la antigua Roma. Un esposo podía volver a casarse si su esposa murió en el parto, una esposa podía volverse a casar si su esposo murió en la guerra, y cualquiera podía volverse a casar si el otro murió por enfermedad, un accidente o por vejez. El divorcio y el nuevo matrimonio podrían alterar en gran medida la estructura familiar al crear familias combinadas. Los padrastros y hermanastros a menudo se agregaban a la familia. Cuando un hombre se volvía a casar, sus hijos vivían en su nueva casa y en cambio su madre, si todavía vivía, rara vez los volvería a ver.

### Adulterio
Tanto los hombres como las mujeres tenían «aventuras» en la antigua Roma. La diferencia era que socialmente era aceptable que un marido tuviera una aventura con una esclava o una mujer de clase baja.: 51  Nunca fue aceptable que una esposa tuviera una aventura con nadie. Se esperaba que ella permaneciera fiel a su marido, incluso si sabía que él no lo era.: 54  Aunque las mujeres tenían aventuras, es difícil determinar cuán común era la práctica. La única excepción para un hombre era que se suponía que no debía tener una relación con otra mujer casada de clase alta.: 54  Sin embargo, durante el período Imperial, se hizo más común para los hombres tener amantes con mujeres de clase alta. Alguna literatura de la antigua Roma incluso aconsejaba sobre el mejor lugar para conocer a una amante. En el poema de Ovidio, El Arte del Amor, describe el encuentro con mujeres en un lugar público, como el circo o una carrera de caballos, para evitar ser detectado. Debido a que las parejas casadas tenían dormitorios separados, era fácil para un hombre tener una aventura, pero una mujer era vigilada de cerca por el personal de la casa, lo que hacía casi imposible tener alguna infidelidad dentro de su propia casa.: 31  Si una esposa infiel era atrapada por su marido con su amante, su marido tenía el derecho legal de matar al adúltero y divorciarse inmediatamente de su esposa.